# Giulia Carraro
Giulia Carraro (Venezia, 25 luglio 1994) è una pallavolista italiana, palleggiatrice dell'AGIL.

## Carriera

### Club
La carriera di Giulia Carraro inizia nella stagione 2010-11 quando entra a far parte del Pool Piave, in Serie B1. Nella stagione successiva resta nella stessa divisione ma giocando per la seconda formazione del Bergamo, club con il quale ottiene qualche convocazione anche in prima squadra, in Serie A1.
Nella stagione 2012-13 è stabilmente in Serie A1 ingaggiata dal Forlì Bologna, ma già in quella seguente è nuovamente in Serie B1 con il Pesaro.
Nell'annata 2014-15 si trasferisce in Germania per giocare nel Potsdam, nella 1. Bundesliga; rientra in Italia per il campionato successivo, quando difende i colori della LJ di Modena, in massima divisione.
Milita per la prima volta nella Serie A2 nella stagione 2016-17 grazie all'acquisto da parte della Hermaea di Olbia, mentre nell'annata successiva è in Serie A1, accasandosi nuovamente al club di Pesaro. Milita nella stessa divisione anche per il campionato 2018-19, ritornando al club di Bergamo, e in quello seguente, quando viene ingaggiata dalla Savino Del Bene di Scandicci. Nella stagione 2020-21 veste invece la maglia della Pro Victoria, sempre nel massimo campionato italiano, conquistando la Coppa CEV.
Nell'annata 2021-22 si trasferisce per la seconda volta all'estero, stavolta in Francia per disputare la Ligue A nel Volero Le Cannet, con cui si aggiudica la Coppa di Francia e lo scudetto, ma già nella stagione seguente torna nel massimo campionato italiano, indossando stavolta la maglia della Megavolley; al termine del girone di andata, tuttavia, lascia il club marchigiano e accetta la proposta delle greche dell'Olympiakos con cui disputa la seconda parte della Volley League 2022-23 e l'edizione seguente del torneo, aggiudicandosi una Coppa di Grecia.
Fa ritorno in patria nel campionato 2024-25 per disputare la Serie A2 con la Sant'Anna, mentre in quella successivo è in Serie A1 con l'AGIL.

### Nazionale
Nel 2011, con la nazionale under 18 vince la medaglia d'argento al campionato europeo di categoria, mentre l'anno seguente con la nazionale under 19 si aggiudica il bronzo al campionato europeo under 19.

## Palmarès

### Club
- Campionato francese: 1

2021-22
- Coppa di Francia: 1

2021-22
- Coppa di Grecia: 1

2023-24
- Coppa CEV: 1

2020-21

### Nazionale (competizioni minori)
- Campionato europeo under 18 2011
- Campionato europeo under 19 2012